# آدم كاري
آدم كاري هو مذيع وصحفي ومدون ومدون صوتي ومقدم برامج إذاعية ومقدم تلفزيوني وكاتب وممثل هولندي وأمريكي، ولد في 3 سبتمبر 1964 بمقاطعة أرلنغتون في الولايات المتحدة.

## وصلات خارجية
- آدم كاري على موقع IMDb (الإنجليزية)
- آدم كاري على موقع إن إن دي بي (الإنجليزية)
- آدم كاري على موقع ديسكوغز (الإنجليزية)
- آدم كاري على موقع قاعدة بيانات الفيلم (الإنجليزية)